# Josep Regàs i Ribera
Josep Regàs i Ribera (Barcelona, 1804/1805 - Sabadell, 22 de gener de 1875) fou un eclesiàstic català i vicepresident de la Caixa d'Estalvis de Sabadell.

## Biografia
Josep Regàs va néixer a Barcelona. L'any 1846 es va desplaçar a Sabadell, on va ser ecònom i després rector de la parròquia de Sant Fèlix. Va intervenir decisivament perquè el general Concha no entrés a Sabadell amb les seves tropes després de la revolta de quintes de 1854, any en què també destacà durant l'epidèmia de còlera que patí la ciutat per la seva solidaritat i el seu humanitarisme. Va ser membre de les juntes d'Instrucció Primària, de la Casa de Caritat i de la Caixa d'Estalvis de Sabadell, de la qual va ser vicepresident entre 1859 i 1875.